# Стрятинська друкарня
Стрятинська друкарня заснована у місті Стратині біля Рогатина (тепер село Стратин Рогатинського району Івано-Франківської області) львівським православним єпископом Гедеоном Балабаном і його небожем Федором (Теодором) в їхньому маєтку не пізніше 1599.
1603–1606 рр. друкарнею керував Памво Беринда.
Тут друкувалися «Харитонія то ест поповская наука» (1603), «Служебник» (1604) і «Молитвеник или Требник» (1606), що відзначалися високою технічною досконалістю, використанням різних шрифтів і мистецьким оформленням. Стрятинські видання вперше в історії східноєвропейського друкарства були прикрашені сюжетними ілюстраціями, вмонтованими в текст. Як відомо, раніше вживалися лише орнаментальні гравюри. Перші книги Памва Беринди, видрукувані у Стрятині, нині зберігаються в Центральній науковій бібліотеці АН України в Києві, Львівській науковій бібліотеці, Російській національній бібліотеці в Санкт-Петербурзі, Національній бібліотеці імені Сеченьї в Будапешті.
По смерті Ф. Балабана (1606) друкарня припинила свою діяльність, у 1618 її придбав Єлисей Плетенецький і вона стала основою друкарні Києво-Печерської Лаври.